# Едді Огнєцвєт
Едді Огнєцвєт (справжнє ім'я — Едді Семенівна Каган; 11 жовтня 1913, Мінськ — 17 липня 2000, Мінськ) — білоруська дитяча поетеса, перекладач; член Спілки письменників СРСР з 1937 року.

## Біографія
Народилася 28 вересня [11 жовтня] 1913 року (у деяких джерелах рік народження вказаний 1916) в місті Мінську (нині Білорусь) в сім'ї службовців. У 1930 році, після закінчення семирічної школи, працювала на Мінському заводі «Комунар», потім рік провчилася в Мінському будівельному технікумі. 1934 року закінчила критично-творче відділення літературного факультету Білоруського державного вищого педагогічного інституту.
Протягом 1934—1938 років працювала редакторкою Білоруського радіо, одночасно у 1934—1936 роках заочно навчалася на педагогічному відділенні літературного факультету Педагогічного інституту. У 1939 році працювала консультанткою у кабінеті молодого автора Спілки письменників Білоруської РСР; у 1940—1941 роках — у відділі поезії журналу «Полымя рэвалюцыі». Під час німецько-радянської війни жила в Узбецькій РСР. У 1945—1946 роках працювала в Державному видавництві БРСР. Була членом КПРС.
Нагороджена орденом «Знак Пошани» та медалями. У 1986 році, за книгу віршів та перекладів для дітей «На двары алімпіяда», нагороджена Міжнародним дипломом імені Ганса Крістіана Андерсена.
Померла у Мінську 17 липня 2000 року. Похована у Мінську на Східному кладовищі.

## Творчість
Дебютувала у віршах у 1929 році. Писала переважно для дітей. Видала:
- збірки поезій «Маё пакаленне» (1935), «Вершы» (1938), «Вясновай раніцай» (1941), «Край мой родны» (1945), «Дарога ў будучыню» (1949), «Беларуская рабіна» (1959), «Лірыка» (1965), «Круглы год: Выбранае» (1966), «Жаданне» (1971), «Спадзяванне калыханак» (1983), «Закаханым» (1986);
- книги поезій для дітей «Васількі» (1947), «Ля піянерскага кастра» (1952), «Твае таварышы» (1957), «Госць з далёкай зямлі» (1958), «Незвычайныя канікулы» (1962), «Першы ліст» (1966), «Падарожнік» (1969), «Піянерская гама» (1970), «Краіна маленства» (1975), «Мы сур'ёзныя, мы вясёлыя» (1976), «Доктар Смех» (1977), «Ад зярнятка да вясёлкі» (1981), «Хто пачынае дзень?» (1982), «На двары алімпіяда» (1984), «Буду настаўнікам» (1990);
- поеми «На беразе Волгі» (1940), «Песня пра піянерскі сцяг» (1949), «Мы будзем сябраваць» (1955, допрацьоване видання у 1979);
- книгу для читання у 4 класі «Роднае слова» (з Яном Івашутичем у 1989).

У 1976 році було видано Вибрані твори у двох томах.
Авторка лібрето опер для дітей «Джанат» (1962, поставлено у 1944, 1947, 1974 роках), «Марынка» (уривки у 1958, поставлено у 1956 році).
Переклала білоруською мовою твори Олександра Пушкіна, Миколи Некрасова, Володимира Маяковського, Миколи Ушакова, Анни Ахматової, Вадима Шефнера, Агнії Барто, Лесі Українки, Миколи Бажана, Яна Судрабкална, Зульфії (книга «Таке серце у мене», у співпраці з Анатолієм Гречаниковим у 1985), Язепса Османіса (збірка поезії для дітей «Собака з рогаткою» у 1976), Гульчахри Сулейманової (збірка поезії для дітей «Сорок козаків» у 1982), Муси Джаліля (збірка поезії для дітей «Я дивлюсь на зорі» у 1985). З французької мови перекладала твори П'єра-Жана Беранже (книга «Вибрані пісні» у 1960; антологія французької поезії для дітей «Країна Поемія» у 1962), Антуана де Сента-Екзюпері (книга «Маленький принц» у 1969), Гійома Аполлінера (книга «Зимний океан» у 1973), Поля Елюара (книга «З тобою» у 1980).
Документи з особистого архіву зберігаються в Білоруському державному архіві-музеї літератури і мистецтва (фонд 378).

## У мистецтві
У 1957 році білоруська художниця Надія Головченко написала акварельний портрет поетеси. Нині він зберігається у Державному музеї історії білоруської літератури.